# 오리 실험

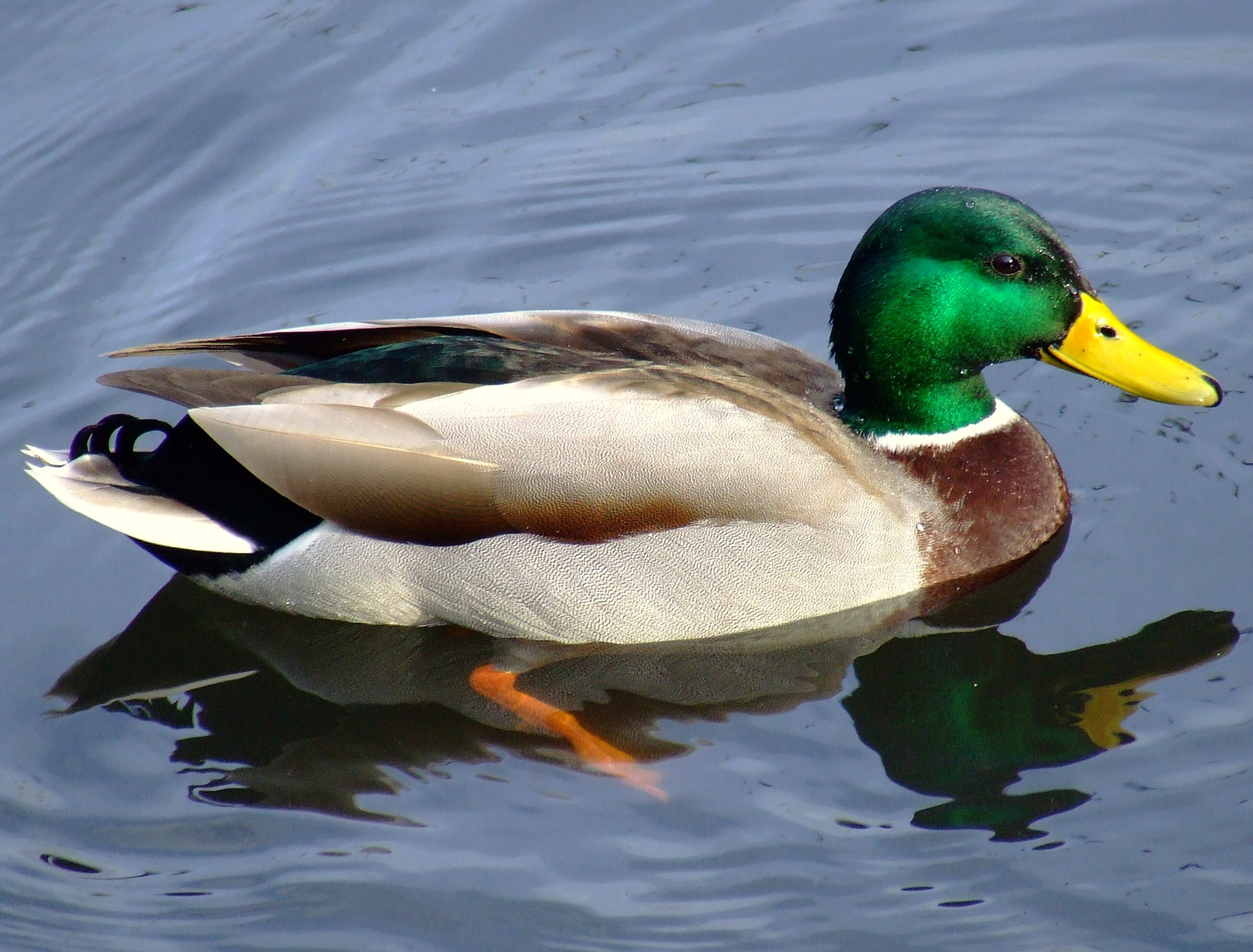
아 포스테리오리로 알려진 청둥오리

오리 실험은 귀추적 추론의 한 형태로, 일반적으로 "오리처럼 보이고, 오리처럼 헤엄치고, 오리처럼 꽥꽥거린다면 아마도 오리일 것이다"라고 표현된다.
이 실험은 개인이 대상의 습관적인 특성을 관찰함으로써 알려지지 않은 대상을 식별할 수 있음을 의미한다. 때로는 어떤 것이 보이는 것과 다르다는 난해한 주장에 대응하기 위해 사용된다.

## 역사
프랑스 자동기계 제작자인 자크 드 보캉송은 1738년에 기계 오리(mechanical duck)를 만들었다. 기계 오리는 꽥꽥거리고 머리를 움직여 소화되는 것처럼 보이는 곡물을 먹으며, 잠시 후에는 보이는 혼합물을 배설한다. 여기서 오리 배설물 냄새가 났다. 아이러니한 점은 이 문구가 귀추적 추론의 증거로 자주 인용되지만 기계 오리는 아직 살아있는 오리가 아니기 때문에 증거로 활용될 수 없다는 점이다.

## 코끼리 실험
마찬가지로, 코끼리 실험이라는 용어는 아이디어나 사물이 "설명하기 어렵지만 발견되면 즉시 인식할 수 있는" 상황을 의미한다.
이 용어는 카도간 에스테이츠 대 모리스(Cadogan Estates Ltd v Morris) 사건과 같이 해석의 여지가 있는 문제가 있는 법적 소송에서 종종 사용된다.

## 같이 보기
- 덕 타이핑
- 외연성
- 보면 안다
- 식별불가능자 동일성 원리
- 귀납
- 조작적 정의
- 튜링 테스트
- 위키백과:오리 실험